# The Extremist
„The Extremist“ е инструментален рок албум на американския китарист Джо Сатриани, издаден през 1992 г. и преиздаден през 1997 г. от Epic Records.
Песента „Summer Song“ е използвана от Сони в реклами по времето на излизането на албума и е популярна и до днес. „War“ е използвана от Дисни за промоцията на Пауър Рейнджърс (Power Rangers) в увеселителния им парк. „Speed of Light“ е парче, записано по време на сешъните за албума, но не влязло в окончателния вариант. То e използвано в саундтрака на филма „Супер Марио Брос“ (Super Mario Bros). Песента „Rubina's Blue Sky Happiness“ е посветена на жената на Джо – Рубина Сатриани. Предишни песни посветени на нея са „Always with Me, Always with You“ и „Rubina“.

## Състав
- Джо Сатриани – китара
- Мат Байсънт – бас
- Грег Байсънт – барабани
- Паулиньо Да Коста – перкусия (на песни 2, 6, 8 и 9)
- Анди Джонс – орган (на песни 2 и 9)
- Брет Тъгъл – орган (на песни 4)
- Бонго Боб – електрически барабани & перкусия (на песни 8)
- Фил Ашли – синтезатор (на песни 5), клавишни (на песни 6), синтезиран тромпет (на песни 10)
- Саймън Филипс – високопланински барабани & тамбурина
- Дог Уймбиш – бас (на песни 5), Бъди Рич интро (на песни 10)
- Джеф Кампители – цимбал (на песни 10)

|  | Тази страница частично или изцяло представлява превод на страницата The Extremist в Уикипедия на английски. Оригиналният текст, както и този превод, са защитени от Лиценза „Криейтив Комънс – Признание – Споделяне на споделеното“, а за съдържание, създадено преди юни 2009 година – от Лиценза за свободна документация на ГНУ. Прегледайте историята на редакциите на оригиналната страница, както и на преводната страница, за да видите списъка на съавторите. ВАЖНО: Този шаблон се отнася единствено до авторските права върху съдържанието на статията. Добавянето му не отменя изискването да се посочват конкретни източници на твърденията, които да бъдат благонадеждни. |